# Jason Capel
Jason Maurice Capel (Fayetteville, Carolina del Norte, 15 de enero de 1980) es un exjugador y entrenador de baloncesto estadounidense que actualmente se encuentra sin equipo tras dirigir durante cuatro temporadas a los Appalachian State Mountaineers de la División I de la NCAA. Con 2,03 metros de estatura, jugaba en la posición de alero.

## Trayectoria deportiva

### Universidad
Tras disputar en 2011 el prestigioso McDonald's All-American Game, jugó cuatro temporadas con los Tar Heels de la Universidad de Carolina del Norte en Chapel Hill, en las que promedió 12,1 puntos, 6,7 rebotes y 2,7 asistencias por partido. En sus dos últimas temporadas fue incluido en el tercer mejor quinteto de la Atlantic Coast Conference, a la que lideró en rebotes en 2001.

### Profesional
Después de no ser elegido en el Draft de la NBA de 2002, fichó por los Fayetteville Patriots, donde jugó dos temporadas, en las que promedió 12,1 puntos y 4,0 rebotes por partido. En la primera de ellas fue el mejor lanzador de tiros libres de la liga, con un porcentaje de acierto del 88,5%.
En 2004 fichó por el equipo japonés del Aishin Sea Horses, y al año siguiente viajó hasta Italia para fichar por el Roseto Basket, equipo con el que jugó 20 partidos, en los que promedió 15,7 puntos y 7,6 rebotes. La temporada siguiente fichó por el Scandone Avellino, pero únicamente disputó ocho partidos, promediando 13,9 puntos y 6,0 rebotes.

### Entrenador
Tras dejar el baloncesto en activo, en 2009 pasó a dormar parte del equipo de entrenadores asistentes de Buzz Peterson en los Appalachian State Mountaineers. Tras la marcha de Peterson al año siguiente para entrenar a la Universidad de Carolina del Norte en Wilmington, Capel se hizo cargo del puesto de entrenador principal. Dirigió al equipo cuatro temporadas, consiguiendo en total 53 victorias y 70 derrotas.